# 欧阳海灌区
欧阳海灌区是中国湖南省耒阳的一个灌区，其水源为欧阳海水库。灌区设计面积48.5万亩，实际面积为50万亩，进水闸设计流量为50立方米每秒。